# جایزه بزرگ آفریقای جنوبی ۱۹۶۳
جایزه بزرگ آفریقای جنوبی ۱۹۶۳ (انگلیسی: ‎1963 South African Grand Prix‎) یک مسابقهٔ موتوری در رشتهٔ اتومبیل‌رانی فرمول یک بود که در تاریخ ۲۸ دسامبر ۱۹۶۳ در پیست پرنس جورج واقع در لندن شرقی، آفریقای جنوبی برگزار شد. این گراند پری در میان ۱۰ گراند پری در فصل ۱۹۶۳، مسابقهٔ شمارهٔ ۱۰ بود.
در این مسابقه که در ۸۵ دور و به مسافت ۳۳۳٫۱۷۵ کیلومتر (۲۰۷٫۰۲۵ مایل) برگزار شد، پول پوزیشن توسط جیم کلارک کسب شد و سریع‌ترین زمان برای طی یک دور پیست که برابر با ۱:۲۹٫۱ بود نیز توسط دن گرنی به ثبت رسید.
جیم کلارک از تیم لوتوس-کلیمکس، دن گرنی از تیم برابام-کلیمکس و گراهام هیل از تیم بی‌آرام به‌ترتیب مقام‌های اول تا سوم مسابقه را کسب کردند.

## رده‌بندی قهرمانی پس از مسابقه
|       | جایگاه | راننده     | امتیاز  |
| ----- | ------ | ---------- | ------- |
|       | ۱      | جیم کلارک  | ۵۴ (۷۳) |
| ۱     | ۲      | گراهام هیل | ۲۹      |
| ۱     | ۳      | ریچی گینتر | ۲۹ (۳۴) |
|       | ۴      | جان سرتیز  | ۲۲      |
| ۲     | ۵      | دن گرنی    | ۱۹      |
| منبع: |        |            |         |

|       | جایگاه | سازنده        | امتیاز  |
| ----- | ------ | ------------- | ------- |
|       | ۱      | لوتوس-کلیمکس  | ۵۴ (۷۴) |
|       | ۲      | بی‌آرام        | ۳۶ (۴۵) |
| ۱     | ۳      | برابام-کلیمکس | ۲۸ (۳۰) |
| ۱     | ۴      | فراری         | ۲۶      |
|       | ۵      | کوپر-کلیمکس   | ۲۵ (۲۶) |
| منبع: |        |               |         |

یادداشت
- تنها پنج جایگاه نخست از هر رده‌بندی نمایش داده شده‌است.